# Les Couleurs de la montagne

Les Couleurs de la montagne (Los colores de la montaña) est un film colombo-panaméen réalisé par Carlos César Arbeláez, sorti en 2011.

## Synopsis
Manuel et ses amis d'école, Julián et « Poca Luz » (« Peu de Lumière ») l'albinos, aiment jouer au football, mais leur ballon atterrit sur un terrain miné... En effet, même dans cette région montagneuse reculée de Colombie, les effets de la guerre civile (depuis 1948) se font sentir.

## Fiche technique
- Titre : Les Couleurs de la montagne
- Titre original : Los colores de la montaña
- Réalisation et Scénario : Carlos César Arbeláez
- Musique : Camilo Montilla, Oriol Caro
- Image : Oscar Jimenez
- Genre : Drame
- Durée : 90 minutes
- Dates de sortie : 
  -  Colombie : 11 mars 2011
  -  France : 27 avril 2011

## Distribution
- Hernán Mauricio Ocampo (VF Balthazar Corvez) : Manuel
- Natalia Cuellar (VF Claire Beaudoin): Carmen, l'institutrice
- Hernán Méndez  (VF : Hugues Boucher): Ernesto, le père de Manuel
- Carmen Torres  (VF : Natasha Mircovich): Miriam, la mère de Manuel
- Nolberto Sánchez  (VF : Thibault Elman): Julián
- Genaro Aristizábal  (VF : David Boissel): « Poca Luz »
- Antonio Galeano : Don Alberto
- Javier Cardona : le leader de la guérilla

## Accueil

### Accueil critique
En France, l'accueil critique est positif : le site Allociné recense une moyenne des critiques presse de 2,8/5, et des critiques spectateurs à 3,7/5. 